# Vérkhneie Sviiàjskoie
Vérkhneie Sviiàjskoie (en rus: Верхнее Свияжское) és un poble de l'óblast d'Uliànovsk, a Rússia, que el 2010 tenia 13 habitants. Pertany al districte municipal de Kuzovàtovo.